# Rivignano
Rivignano – miejscowość i gmina we Włoszech, w regionie Friuli-Wenecja Julijska, w prowincji Udine.
W 2004 roku gminę zamieszkiwały 4013 osoby, a gęstość zaludnienia wynosiła 133,8 os./km².
1 stycznia 2014 gmina została zlikwidowana.